# Paphiopedilum papilio-laoticus
Paphiopedilum papilio-laoticus, rijetka i ugrožena vrsta orhideje otkrivena u Laosu i opisana 2018. godine.
Hemikriptofit.